# 图谢圣母村
图谢圣母村（法語：Notre-Dame-du-Touchet，法語發音：[nɔtʁ dam dy tuʃɛ]）是法国芒什省的一个旧市镇，属于阿夫朗什区。2016年，图谢圣母村与临近的4个市镇合并为新市镇莫尔坦博卡日。

## 地理
图谢圣母村（48°34'57"N, 0°57'24"W）面积17.65 平方千米，位于法国诺曼底大区芒什省，该省份为法国西北部沿海省份，西、北、东北三面环大西洋，东起顺时针与卡爾瓦多斯省、奧恩省、马耶讷省和伊勒-维莱讷省接壤。
与图谢圣母村接壤的市镇（或旧市镇、城区）包括：比永、费里耶尔、于松、罗马尼-丰特奈、圣让迪科拉伊、圣桑福里安德蒙、勒泰约勒、维勒希安。

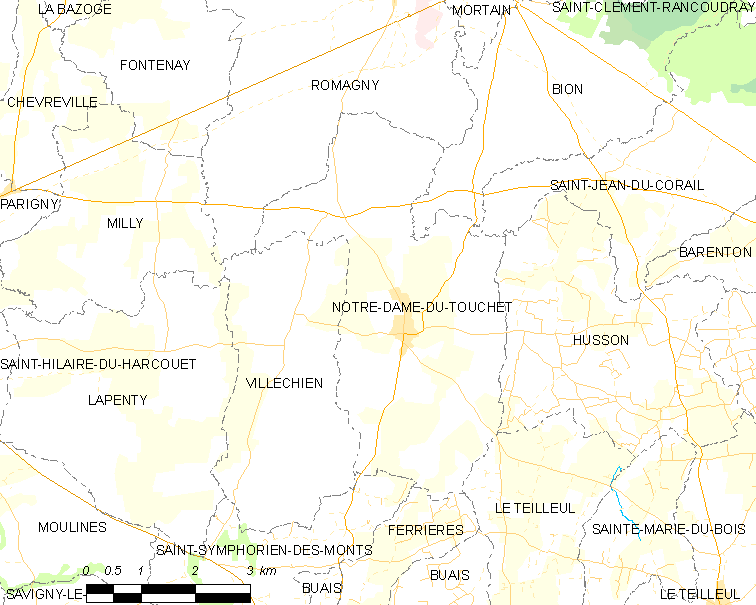
图谢圣母村的OSM定位图

图谢圣母村的时区为UTC+01:00、UTC+02:00（夏令时）。

## 行政
图谢圣母村的邮政编码为50140，INSEE市镇编码为50381。

## 政治
图谢圣母村所属的省级选区为勒莫尔泰奈县。

## 人口

1962-2008年间图谢圣母村人口变化图示

图谢圣母村于2018年1月1日时的人口数量为628人。